# Double Dribble
Double Dribble, i Japan känt som Exciting Basket (エキサイティング バスケット Ekisaitingu Basuketto?), är ett basketspel från Konami, som debuterade 1986 i arkadhallarna. Spelet var Konamis andra efter Super Basketball. Spelet innehåller särskilda animationscener då spelarna dunkar bollen i korgen, och bland musiken finns USA:s nationalsång med. Spelet porterades 1987 till NES.

### Fotnoter
1. 1 2  ”Double Dribble”. NES DB. 1 mars 1987. Arkiverad från originalet den 11 mars 2015. https://web.archive.org/web/20150311182642/http://www.nesdb.se/game_more.php?id=383&rid=1. Läst 23 april 2014.